# Amelie Lens

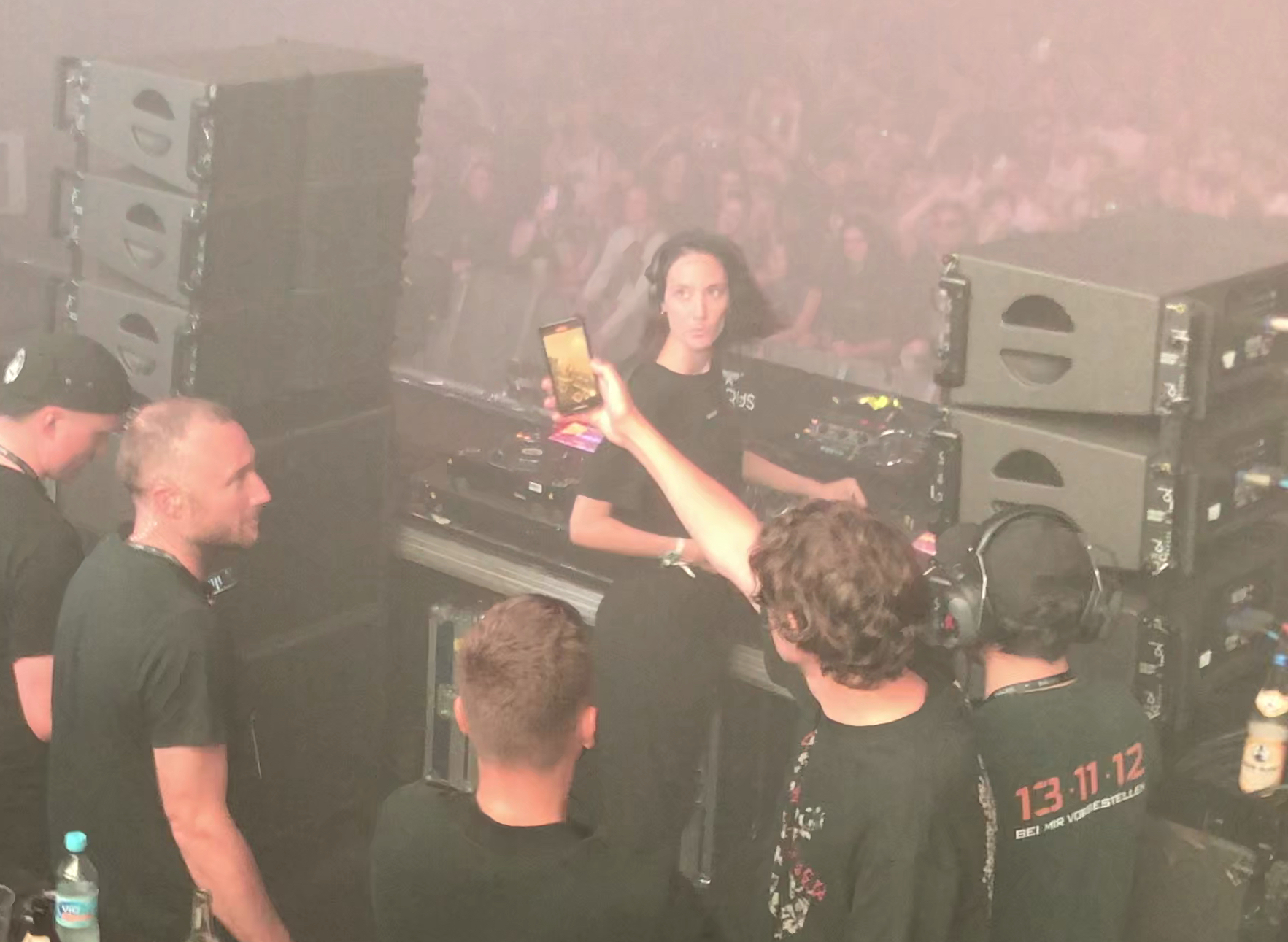
Amelie Lens (2022)

Amelie Lens (* 31. Mai 1990 in Vilvoorde) ist eine belgische Techno-DJ, Musikproduzentin und Model.

## Biografie
Amelie Lens wurde im Alter von 15 Jahren von der Agentur Dominique Models entdeckt und war dann einige Jahre als Model tätig. Sie war auf dem Laufsteg für Jean Paul Gaultier und in Kampagnen für H&M zu sehen.
Sie gibt an mit 16 beim Dour Festival 2006 das erste Mal in Kontakt mit der elektronischen Musik gekommen zu sein und bezeichnete die Erfahrung als „lebensverändernd“. 2014 begann sie unter dem Künstlernamen Renée das Auflegen und wurde einige Zeit später Resident-DJ im Labyrinth Club in Hasselt.

Ab 2016 erschienen erste Produktionen von ihr bei Pan-Pots Label Second State. 2017 gründete sie ihr eigenes Label mit dem Namen Lenske. Es folgten weltweite Auftritte bei Festivals wie Awakenings, Dour Festival, Exit, Melt, Parookaville, Pukkelpop und Tomorrowland.
Im Sommer 2022 heiratete sie ihren langjährigen Partner Farrago (bürgerlich Sam Deliaert), der ebenfalls DJ ist. Im Juli 2023 wurde bekannt, dass die beiden ihr erstes gemeinsames Kind, ein Mädchen, erwarten und diese kam im Dezember 2023 auf die Welt.

## Diskografie

### EPs
- 2016: Let it Go
- 2017: Contradiction
- 2017: Stay With Me
- 2018: Regal / Involve 020
- 2019: Little Robot
- 2019: Hypnotized
- 2021: Raver’s Heart (mit Airod)
- 2025: One Mind (mit Charlotte de Witte)

### Singles
- 2016: Exhale
- 2017: Nel
- 2018: Basiel
- 2020: Higher
- 2022: In My Mind
- 2022: Affection
- 2023: Addicted to Bass
- 2023: Feel It
- 2023: Radiance
- 2023: You and Me
- 2024: Breathe
- 2024: Falling for You